# Columbiformes
Els columbiformes (Columbiformes) són un ordre d'ocells que agrupa els coloms, com ara la tórtora eurasiàtica, el colom roquer, el tudó o la xixella, entre d'altres.

## Morfologia
Tenen el cap petit i cos compacte i rabassut, les ales de longitud mitjana, les potes i coll curts, el plomatge dens, el bec amb l'àpex corni, gruixut i una mica encorbat, i la base amb una pell que cobreix els narius. Tenen un pap ben desenvolupat. Mascle i femella tenen colors semblants.

## Ecologia
Mengen insectes o matèria vegetal. Són bons voladors i gairebé cosmopolites (en són excepció les regions circumpolars). També són monògams.

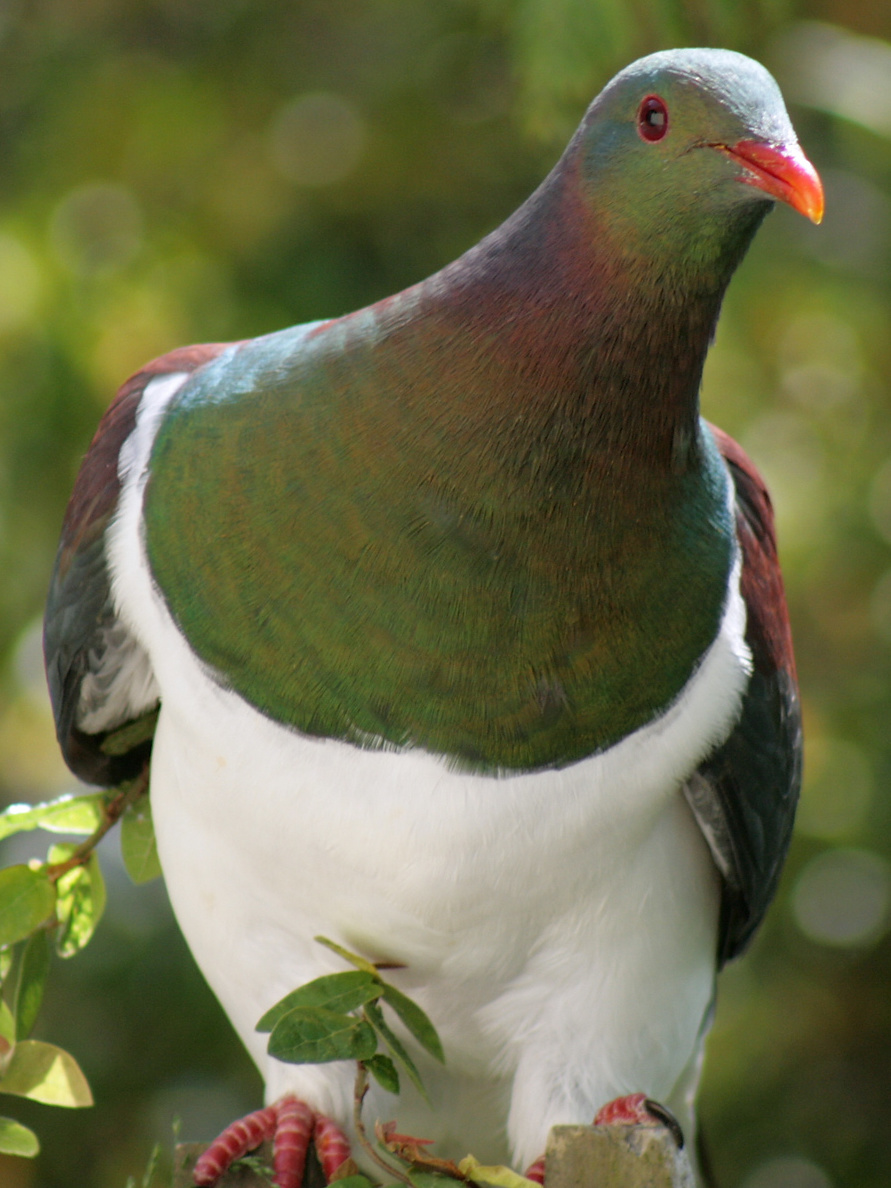
Colom de Nova Zelanda (Hemiphaga novaeseelandiae)

Gràcies a la seua domesticitat, envaeixen les ciutats i sobrevolen molts pobles, i també s'empren com a missatgers. Per altra banda, algunes espècies són molt apreciades com a peça de caça. Els nius són bastant senzills, construïts als arbres. Els dos membres de la parella alimenten els seus fills, els quals neixen nus. Les niades solen ésser de 2 ous, amb l'anomenada llet de colom (substància molt nutritiva que, en la seua presència, aquells regurgiten).

## Classificació
L'ordre dels columbiformes inclou 2 famílies, 5 subfamílies, 52 gèneres i més de 300 espècies:
- Família Columbidae
  - Subfamília Columbinae
    - Aplopelia
    - Arenicolumba †
    - Caloenas
    - Chalcophaps
    - Claravis
    - Columba
    - Columbina
    - Ectopistes †
    - Gallicolumba
    - Geopelia
    - Geophaps
    - Geotrygon
    - Henicophaps
    - Leptotila
    - Leptotrygon
    - Leucosarcia
    - Macropygia
    - Metriopelia
    - Microgoura †
    - Nesoenas
    - Ocyphaps
    - Oena
    - Patagioenas
    - Petrophassa
    - Phaps
    - Reinwardtoena
    - Spilopelia
    - Starnoenas
    - Streptopelia
    - Trugon
    - Turacoena
    - Turtur
    - Uropelia
    - Zenaida
    - Zentrygon

  - Subfamília Didunculinae
    - Didunculus

  - Subfamília Gourinae
    - Goura
    - Natunaornis †

  - Subfamília Otidiphabinae
    - Otidiphaps

  - Subfamília Treroninae
    - Alectroenas
    - Cryptophaps
    - Drepanoptila
    - Ducula
    - Gymnophaps
    - Hemiphaga
    - Lopholaimus
    - Phapitreron
    - Ptilinopus
    - Rupephaps †
    - Treron
- Família Raphidae †
  - Pezophaps †
  - Raphus †